# Pál Joensen
Pál Joensen (Vágur, Islas Feroe (Dinamarca), 10 de diciembre de 1990) es un nadador feroés especialista en pruebas de larga distancia de estilo libre. Fue olímpico en Londres 2012 y Río de Janeiro 2016 representando a Dinamarca, ya que Islas Feroe no tiene comité olímpico propio.
Ha conseguido numerosas medallas tanto en campeonatos del mundo de natación como en campeonatos europeos.

## Palmarés internacional
| Campeonato Mundial de Natación en Piscina Corta | Campeonato Mundial de Natación en Piscina Corta | Campeonato Mundial de Natación en Piscina Corta | Campeonato Mundial de Natación en Piscina Corta |
| Año                                             | Lugar                                           | Medalla                                         | Prueba                                          |
| ----------------------------------------------- | ----------------------------------------------- | ----------------------------------------------- | ----------------------------------------------- |
| 2012                                            | Estambul ( Turquía)                             | Medalla de bronce                               | 1500 m libre                                    |
| Campeonato Europeo de Natación en Piscina Corta |                                                 |                                                 |                                                 |
| 2013                                            | Herning ( Dinamarca)                            | Medalla de plata                                | 1500 m libre                                    |
| Campeonato Europeo de Natación                  |                                                 |                                                 |                                                 |
| 2010                                            | Budapest ( Hungría)                             | Medalla de plata                                | 1500 m libre                                    |
| 2014                                            | Berlín ( Alemania)                              | Medalla de plata                                | 1500 m libre                                    |
| 2014                                            | Berlín ( Alemania)                              | Medalla de plata                                | 800 m libre                                     |